# Episodi di Adventure Time (sesta stagione)
La sesta stagione di Adventure Time è stata mandata in onda negli Stati Uniti a partire dal 21 aprile 2014, mentre ha fatto il suo debutto in Italia il 3 marzo 2015.
| Nº  | Nº | Titolo originale                     | Titolo italiano                  | Prima TV         | Prima TV italiana |
| --- | -- | ------------------------------------ | -------------------------------- | ---------------- | ----------------- |
| 157 | 1  | Wake Up                              | –                                | 21 aprile 2014   | inedito           |
| 158 | 2  | Escape from the Citadel              | –                                | 21 aprile 2014   | inedito           |
| 159 | 3  | James II                             | James II                         | 28 aprile 2014   | 3 marzo 2015      |
| 160 | 4  | The Tower                            | –                                | 5 maggio 2014    | inedito           |
| 161 | 5  | Sad Face                             | Ridi, pagliaccio!                | 12 maggio 2014   | 4 marzo 2015      |
| 162 | 6  | Breezy                               | –                                | 5 giugno 2014    | inedito           |
| 163 | 7  | Food Chain                           | Catena alimentare                | 12 giugno 2014   | 3 marzo 2015      |
| 164 | 8  | Furniture, Meat                      | Il potere dei soldi              | 19 giugno 2014   | 5 marzo 2015      |
| 165 | 9  | The Prince Who Wanted Everything     | Il principe che voleva tutto     | 26 giugno 2014   | 5 marzo 2015      |
| 166 | 10 | Something Big                        | Il destino dell'elefante         | 3 luglio 2014    | 6 marzo 2015      |
| 167 | 11 | Little Brother                       | Fratellino                       | 10 luglio 2014   | 6 marzo 2015      |
| 168 | 12 | Ocarina                              | Ocarina                          | 17 luglio 2014   | 9 marzo 2015      |
| 169 | 13 | Thanks for the Crabapples, Giuseppe! | Grazie per le mele selvatiche    | 24 luglio 2014   | 9 marzo 2015      |
| 170 | 14 | Princess Day                         | Il Regno Colazione               | 31 luglio 2014   | 4 marzo 2015      |
| 171 | 15 | Nemesis                              | Gestire lo stress                | 7 agosto 2014    | 10 marzo 2015     |
| 172 | 16 | Joshua and Margaret Investigations   | Joshua e Margaret Investigazioni | 14 agosto 2014   | 10 marzo 2015     |
| 173 | 17 | Ghost Fly                            | La mosca fantasma                | 28 ottobre 2014  | 13 marzo 2015     |
| 174 | 18 | Everything's Jake                    | Jakemondo                        | 24 novembre 2014 | 16 marzo 2015     |
| 175 | 19 | Is That You?                         | Sei proprio tu?                  | 25 novembre 2014 | 13 marzo 2015     |
| 176 | 20 | Jake the Brick                       | Jake il mattone                  | 26 novembre 2014 | 11 marzo 2015     |
| 177 | 21 | Dentist                              | Mal di denti                     | 28 novembre 2014 | 11 novembre 2015  |
| 178 | 22 | The Cooler                           | Fuoco ghiacciato                 | 4 dicembre 2014  | 10 novembre 2015  |
| 179 | 23 | The Pajama War                       | Pigiama party                    | 8 gennaio 2015   | 11 novembre 2015  |
| 180 | 24 | Evergreen                            | Soccorro Semperverde             | 15 gennaio 2015  | 12 marzo 2015     |
| 181 | 25 | Astral Plane                         | Piano astrale                    | 22 gennaio 2015  | 12 marzo 2015     |
| 182 | 26 | Gold Stars                           | Le stelline d'oro                | 29 gennaio 2015  | 11 marzo 2015     |
| 183 | 27 | The Visitor                          | Lo spirito dell'albero           | 5 febbraio 2015  | 16 marzo 2015     |
| 184 | 28 | The Mountain                         | La montagna                      | 12 febbraio 2015 | 10 novembre 2015  |
| 185 | 29 | Dark Purple                          | La superbibita                   | 19 febbraio 2015 | 12 novembre 2015  |
| 186 | 30 | The Diary                            | Cercasi Betsy disperatamente     | 26 febbraio 2015 | 12 novembre 2015  |
| 187 | 31 | Walnuts & Rain                       | Giù per il buco                  | 5 marzo 2015     | 13 novembre 2015  |
| 188 | 32 | Friends Forever                      | Amici per sempre                 | 16 aprile 2015   | 13 novembre 2015  |
| 189 | 33 | Jermaine                             | Il terzo fratello                | 23 aprile 2015   | 16 novembre 2015  |
| 190 | 34 | Chips and Ice Cream                  | Patatine e Gelato                | 30 aprile 2015   | 16 novembre 2015  |
| 191 | 35 | Graybles 1000+                       | Mille e più anni dopo            | 7 maggio 2015    | 17 novembre 2015  |
| 192 | 36 | Hoots                                | Tutto per amore                  | 14 maggio 2015   | 17 novembre 2015  |
| 193 | 37 | Water Park Prank                     | Acquapark                        | 21 maggio 2015   | 15 dicembre 2015  |
| 194 | 38 | You Forgot Your Floaties             | Il triciclo a due ruote          | 1 giugno 2015    | 24 novembre 2015  |
| 195 | 39 | Be Sweet                             | Tata bitorzola                   | 2 giugno 2015    | 24 novembre 2015  |
| 196 | 40 | Orgalorg                             | Il passato di Gunter             | 3 giugno 2015    | 1 dicembre 2015   |
| 197 | 41 | On the Lam                           | In fuga                          | 4 giugno 2015    | 1 dicembre 2015   |
| 198 | 42 | Hot Diggity Doom                     | Re principessa                   | 5 giugno 2015    | 8 dicembre 2015   |
| 199 | 43 | The Comet                            | La cometa                        | 5 giugno 2015    | 8 dicembre 2015   |

## Wake Up
Questa puntata e diverse altre non sono state tradotte e quindi censurate.
Nella stanza del tempo inesistente si trovano a festeggiare alcune creature di Ooo tra cui Jake, venuto a far compagnia all'amico e gestore del luogo Prismo. Nella stanza è presente anche il cadavere di Billy il Guerriero posseduto dal Lich, bloccato in quel luogo dall'inizio della quinta stagione. Sembra però innocuo e privo di qualunque segno di malignità. Jake decide di tornare alla casa sull'albero da Finn, immerso in pensieri e in ragionamenti dopo aver scoperto che il padre è vivo. 
Il fido cane elastico vuole aiutare l'amico e lo conduce da Prismo che gli comunica che per arrivare al padre dovrebbe dirigersi alla cittadella. Per fare ciò si deve però svegliare il sognatore di Prismo, ovvero colui che gli garantisce di rimanere in vita collocando nei suoi sogni durante il suo profondo sonno. Prismo decide di concedere il risveglio del sognatore per aiutare Finn a ritrovare il padre, e indica ai due l'isola sospesa in cui l'uomo dovrebbe trovarsi. Finn e Jake la trovano e portano il letto con il vecchio sognatore nella stanza del tempo inesistente. Si apprestano a svegliarlo, ma all'improvviso accade una cosa inaspettata: il Lich, che aveva finto di rimanere immobile aspettando la sua occasione di agire, butta i due avventurieri di lato e afferra il vecchio sognatore, svegliandolo per poi ucciderlo e porre così fine anche all'esistenza di Prismo. A questo punto l'incredulo Finn e l'adirato Jake assistono all'ibernazione e cattura del Lich da parte delle guardie cosmiche che devono imprigionarlo alla cittadella per aver commesso un crimine cosmico (uccidere un guardiano di una stanza del tempo). Il mostro ha ora ottenuto l'obiettivo di poter essere portato fuori dal luogo che lo teneva bloccato, ma i due avventurieri non possono permetterlo. Jake si attacca al blocco di ibernazione e Finn si lancia all'inseguimento.

## Escape from the Citadel
Finn e Jake giungono nella prigione della cittadella dove il blocco del Lich viene recluso insieme ad altri colpevoli di crimini cosmici. Grazie ai suoi oscuri poteri il mostro inizia a disciogliere il suo blocco e quello di altri mostri imprigionati per creare subbuglio e trovare un diversivo per Finn e Jake. 
Tra i blocchi che vengono sciolti vi è anche quello in cui si trova un uomo barbuto ed eccentrico che si rivela essere Martin Martens, il padre di Finn.
Il ragazzo vuole ovviamente parlare con l'uomo e farsi dire tutto quello che ha sempre voluto sapere. Martin si dimostra però più che altro interessato a raggiungere la sua astronave, collocata nelle vicinanze. Nel frattempo i mostri liberati dal Lich iniziano il loro attacco, provocando durante l'inseguimento la rottura della gamba di Martin. Quest'ultimo indica al figlio il mostro dentro cui è presente una sostanza in grado di far autorigenerare gli arti umani. Finn uccide questo mostro e, estratta la sostanza, guarisce il padre.
Si trova poi faccia a faccia con il Lich, che si è liberato dal suo blocco e si è strappato di dosso il cadavere di Billy mostrandosi nella sua forma originale, che vaneggia la sua potenza davanti a lui. Finn afferra la sostanza rigeneratrice e la scaglia contro il mostro, facendo sì che della pelle e dei muscoli lo avvolgano trasformandolo in un gigante ma infantile essere umano. Intanto Martin, "scalando" i mostri ammucchiati, riesce ad arrivare alla navicella. Finn tenta però di afferrarlo con la mano dove ha la lama d'erba legata a sé. Questa si dipana intorno all'involucro di mostri che sta venendo trascinato via dalla navicella di Martin in partenza, portando con sé tutto il braccio. La navicella e Martin spiccano il volo nei cieli, e l'arto di Finn viene rimosso dopo che l'erba della lama viene trascinata via. Finn cade a terra e parte della sostanza rigeneratrice gli finisce sul moncherino del braccio. Questo però si era fuso alla lama d'erba, e ha quindi creato dei fattori vegetali su quella parte del suo corpo e appunto per questo al posto di un nuovo braccio gli spunta una margherita. Dopodiché Jake tenta di confortare Finn rassicurandolo sul fatto che tutto andrà per il meglio.
I due avventurieri si occupano poi dell'enorme bambino in cui il Lich si è trasformato. C'è bisogno di qualcuno che si occupi di lui e gli dia una possibilità per ricominciare. Finn e Jake lo lasciano così davanti alla porta della casa di Melaverde e il signor Maiale, che sono molto contenti di avere un enorme bambino di cui prendersi cura, ignorando il fatto di trovarsi a crescere colui che nella sua vita precedente fu un mostro portatore di morte e distruzione.

## James II
Questo episodio fa da sequel all'episodio "James" della quinta stagione.
Dopo che James è stato clonato, il nuovo Dolcibotto si è sacrificato per Gommarosa ed è stato riclonato e così hanno fatto i 24 cloni successivi. Quando l'ultimo James si getta da una cascata per salvare Gommarosa da un pericolo inesistente, la principessa decide che non clonerà più James e manda Finn e Jake a casa del Dolcibotto per raccogliere le sue cose. Giunti all'abitazione la trovano piena di cloni di James, che in realtà hanno finto di sacrificarsi secondo il piano di James II, il primo clone di James, per ottenere sempre più medaglie e amici. Quindi ora ci sono 25 James e Gommarosa, una volta scoperti i truffatori, li fa inseguire dalle Guardie Banana. Durante la cattura, arrivano però a Dolcelandia le creature radioattive dell'episodio "James", guidate dal James originale anch'esso trasformato in zombie. I Guardiani Portagomme eliminano i nemici e i 25 cloni di James dimostrano di essere coraggiosi salvando Gommarosa da zombie-James, gettandosi su di lui. Per la radioattività però i cloni si fondono in un unico corpo, con tante teste di James. La principessa quindi premia il nuovo Dolcibotto con 25 medaglie e lo manda in "missione" nelle Terre Selvagge, sperando così di liberarsi di lui.

## The Tower
Finn è ancora turbato per la perdita del braccio destro e vorrebbe raggiungere suo padre nello spazio per farsi giustizia. La sua volontà di vendicarsi è talmente potente che l'avventuriero sviluppa un nuovo braccio magico e telecinetico in grado di attrarre gli oggetti; usando questo potere Finn inizia a costruire una torre, fatta di zolle di terra, rocce e mattoni, per raggiungere lo spazio. Grazie a questa "scala", il ragazzo arriva ai confini dell'atmosfera terrestre e, quando sta per morire per asfissia, viene salvato da una piccola astronave. Risvegliatosi nella navicella trova suo padre ma, dopo averlo picchiato, non si sente meglio di prima. Per questo, dopo aver scoperto che il salvataggio era tutta una simulazione di Gommarosa e in realtà è tornato su Ooo a Dolcelandia, Finn si mette il cuore in pace e decide di non pensare più a suo padre.

## Ridi, pagliaccio!
BMO e Cingolino osservano un fenomeno molto curioso: una notte al mese, mentre Jake dorme, la sua coda va autonomamente nei boschi e lavora come pagliaccio in un circo di insetti.

## Breezy
Principessa Dottoressa consiglia a Finn di uscire di più e divertirsi, dato che la margherita che spunta dal moncherino del suo braccio destro sta appassendo e questo riflette il suo umore triste. Finn partecipa quindi a una festa, durante la quale incontra una simpatica ape, Breezy, a cui piace molto il fiore. Per tentare di farselo donare, l'ape si offre di aiutare l'avventuriero a ottenere appuntamenti con varie principesse, in modo che Finn si senta felice. Durante i loro vagabondaggi, i due diventano buoni amici. Un giorno, mentre vagano nella foresta, incontrano le api dell'alveare di Breezy, che attaccano Finn, reo di averla convinta a lasciare la sua casa. L'amica però, pur di salvarlo, beve la pappa reale (trasformandosi in un'ape regina antropomorfa) e con i suoi nuovi poteri sconfigge i suoi vecchi compagni. Breezy poi dichiara il suo amore a Finn e al suo fiore, ma l'avventuriero non sta cercando una relazione stabile e vuole solo divertirsi, perciò l'ape se ne va delusa. Breezy ritorna però durante la notte e, attraverso un magico canto d'amore, fa ricrescere il braccio a Finn. Il ragazzo ha quindi finalmente riottenuto il suo arto e l'ape può andarsene con il fiore.

## Catena alimentare
Finn e Jake stanno visitando il Museo di Storia Naturale di Dolcelandia. Però, a causa di un incantesimo dell'Omino Magico, i due sperimentano e alla fine comprendono le varie fasi della catena alimentare.

## Il potere dei soldi
Finn e Jake decidono di spendere il loro tesoro nel costosissimo Regno Lampone. Il denaro però da loro alla testa, così abusano del potere dei soldi tentando di corrompere ogni persona che incontrano. Per questo motivo vengono arrestati ma, poco prima dell'esecuzione (tramite oro fuso), vengono salvati da BMO, travestito da Robin Hood, e Cingolino.

## Il principe che voleva tutto
PSB rapisce Re Ghiaccio, in modo che possa leggere e giudicare un libro che lei ha scritto. La storia parla del mondo parallelo di Fiona e Cake, in particolare delle avventure del Principe dello Spazio Bitorzolo, controparte di PSB.

## Il destino dell'elefante
Grazie alla maglietta di Gommarosa (ottenuta durante l'episodio "Un doloroso equivoco"), Maja la Strega crea un incantesimo con il quale risveglia Darren l'Antico Dormiente, un'enorme creatura portatrice di distruzione. Maja e il mostro attaccano Dolcelandia per conquistarla, ma Gommarosa, Finn e Jake li sconfiggono grazie all'Elefante Tandem Psichico da guerra, che batte Darren e manda Maja in coma.
Alla fine l'episodio viene dedicato alla memoria di Bibifrizzi, morto eroicamente durante l'assedio di Dolcelandia.

## Fratellino
Shelby, durante una festa, si amputa per sbaglio un pezzo di coda e da quest'ultima nasce il suo fratellino, Kent, che parte alla ricerca di avventure all'interno del muro della casa-albero.

## Ocarina
È il giorno del compleanno dei figli di Jake e Iridella. Alla festa Kim Kil Whan, diventato un uomo d'affari, prende da parte suo padre e gli rivela che ha acquistato la casa-albero, quindi il cane e Finn sono sfrattati. Alla fine Jake riesce a convincere suo figlio a restituirgli la casa in nome dell'amore paterno, regalandogli un'ocarina.

## Grazie per le mele selvatiche
Un gruppo composto da Re Ghiaccio, Abracadaniel, Dante Vita Magus, Ron James, un tizio di nome Beau, Ragazzetto (il cappuccio di Finn che ha preso vita), Uomo Foglia, un vecchietto di nome Giuseppe e Tre Ninfe D'Acqua parte per una gita in autobus. Il loro obiettivo è raggiungere La Roccia Del Gluteo, dove progettano di creare una nuova scuola di magia.

## Il Regno Colazione
Nel Regno Colazione ha luogo il Giorno delle Principesse, una riunione di tutte le principesse di Ooo, perciò quest'ultime sono tutte agitate per gli affari diplomatici. Quando PSB viene cacciata dall'incontro, dato che non governa nessun territorio, lei e Marceline decidono di spassarsela facendo un giro per il Regno Colazione.

## Gestire lo stress
Nei bassifondi di Dolcelandia si riunisce un gruppo segreto di Dolcibotti, guidato da Baffo, con lo scopo di portare allo scoperto e punire la supposta malvagità della Principessa Gommarosa. Alla riunione si presenta un cacciatore di demoni di nome Pacificus, che sfida apertamente un terribile male che a sua detta sta consumando il regno. Gommarosa crede sia rivolto a lei, ma in realtà l'obbiettivo di Pacificus è Maggiormenta, che ingaggia col cacciatore una lotta di arti oscure. Alla fine il maggiordomo riesce a sconfiggere il nemico, sfruttando il fatto che tiene molto ai suoi figli.

## Joshua e Margaret Investigazioni
È il giorno del compleanno di Jake e per festeggiare il cane decide di raccontare a Finn e Bmo una storia sui suoi genitori, precisamente su come lui è nato.
Joshua e Margaret erano una coppia di investigatori privati che venivano a conoscenza dei casi da seguire grazie a una speciale Telescrivente. Un giorno, nonostante la donna fosse incinta di un bambino, i due accettarono un caso, purché all'apparenza semplice, che riguardava la perdita di alcune torte di mele da parte di Melaverde. L'elefantina indirizzò i due detective nel bosco, dove le tracce li condussero a un mostro capace di cambiare forma, il quale li attaccò e morse Joshua sulla testa, prima di scappare via. Tornati a casa il cane iniziò a sentirsi male per il morso, che era diventato bluastro, perciò Margaret nonostante la sua condizione decise di tornare nella foresta e recuperare il veleno del mostro per produrre un antidoto. Dopo aver trovato la creatura e il veleno, la cagna tornò a casa ma scoprì che la condizione di Joshua era peggiorata e anche lei non era messa meglio, dato che stava per partorire. A questo punto successe qualcosa di inaspettato: dalla ferita del cane nacque un cucciolo somigliante ai due investigatori, mentre Margaret partorì normalmente un altro bambino. Il cagnolino nato dalla madre venne chiamato Jermaine, mentre quello nato da Joshua (e che si scoprirà poi capace di cambiare forma come il mostro) fu chiamato Jake e entrambi vennero cresciuti dagli investigatori come figli normali.

## La mosca fantasma
Durante una notte buia e tempestosa, Jake uccide una mosca che mangia un po' 'della sua zuppa. Per rappresaglia, l'anima vendicativa della mosca infesta la casa sull'albero. Finn e Jake tentano di convincere Maggiormenta a esorcizzare lo spirito della mosca, ma lui se ne va per paura. Dopo aver fallito nell'aderire al corretto protocollo dell'esorcista, Finn viene trasformato in una mosca. Jake fa in modo che BMO gli fermi il cuore usando un colpo di karate, permettendogli di combattere lo spirito sullo stesso piano di esistenza. Dopo una lotta, Jake uccide il fantasma e viene riportato in vita.

## Jakemondo
Jake sta lavorando a maglia quando l'Omino Magico, rimpicciolito, lo punge con una strana siringa. Immediatamente il cane si sente stanco e, dopo essersi addormentato, la sua faccia incredibilmente rientra dentro al corpo. Jake si risveglia in un mondo formato completamente da se stesso perciò si dirige verso la città vicina. La metropoli è però colpita da forti scosse di terremoto, che si scoprono essere causate dai brontolii dello stomaco di Jake, il quale è molto affamato. Il cane vorrebbe risalire nel mondo reale per mangiare qualcosa ma gli abitanti pensano che, se Jake se ne andasse, il loro mondo scomparirebbe (dato che è Jake con il suo corpo a formarlo e tenerlo insieme) perciò imprigionano il cane. Jake viene però aiutato a evadere dal suo migliore amico nel Jakemondo, Goose, che gli consente di andarsene. Il cane quindi si allunga verso l'alto e riemerge dal suo corpo, mettendo fine al Jakemondo.

## Sei proprio tu?
Finn e Jake, grazie al barattolo con l'ultimo sottaceto regalato loro da Prismo, praticano uno strano rituale del sogno, per tentare di riportare in vita il Maestro dei Desideri (ucciso dal Lich nell'episodio "Wake Up"). Finn si risveglia nella casa albero e osserva vari ricordi di Jake, mentre il cane si risveglia in uno strano labirinto in una dimensione parallela, dove osserva ricordi della vita di Prismo. Il cane arriva alla fine del labirinto e si addormenta in un letto morbidissimo, nel frattempo Finn ri-celebra il rituale del sogno con il ricordo di Jake e riesce ad arrivare nella dimensione parallela. Qui incontra Prismo, vivo grazie al sogno di Jake che sta dormendo, che gli dice di svegliare il cane. Una volta fatto i due avventurieri si nascondono e osservano il momento in cui il Finn del futuro sta per svegliare Jake, perciò glielo impediscono. Quando i due Finn si incontrano, quello del futuro si trasforma in una spada, la Finn Spada, con dentro l'anima dell'eroe. Quindi finalmente Prismo è tornato in vita, dato che ora viene sognato dal Jake del futuro, che non è stato svegliato e dormirà per sempre per garantire che il Maestro dei Desideri rimanga vivo.

## Jake il mattone
Jake realizza uno dei suoi più grandi sogni, trasformandosi in un mattone e inserendosi in una casetta fatiscente, per vedere cosa si prova a essere parte di una costruzione che cade a pezzi. Durante quest'esperienza, per mezzo di un walkie-talkie racconta a Finn (e poi a tutta Ooo, grazie a un programma radio) cosa succede nella natura intorno a lui.

## Mal di denti
Finn ha una carie al dente e deve andare dal dentista. I "dentisti" in questione sono delle formiche che si trovano sottoterra, le quali prima di guarirlo mandano l'eroe a combattere contro dei vermi giganti insieme a Tiffany, l'ex amico di Jake. Nonostante i due non vadano per niente d'accordo, durante il combattimento collaborano e si aiutano a vicenda, ma alla fine Finn batte la testa perdendo i sensi e si spacca tutti i denti, mentre Tiffany viene mangiato dal capo dei vermi. Al suo risveglio, Finn scopre che le formiche gli hanno rimesso a posto tutti i denti, che la battaglia è stata vinta, ma Tiffany è stato dichiarato disperso in azione. Infine l'avventuriero ritorna in superficie sano e salvo e viene accolto calorosamente dai suoi amici.

## Fuoco ghiacciato
Nel Regno di Fuoco le temperature stanno scendendo paurosamente a causa del raffreddamento del magma all'interno del nucleo del vulcano principale, perciò le persone di fuoco si stanno lentamente consumando. La Principessa Fiamma chiede aiuto a Gommarosa e le mostra il suo piano per risolvere il problema: all'interno di un sotterraneo del palazzo sono custoditi i Giganti di Fuoco, enormi statue di pietra cariche di energia, che molto tempo prima caddero dal cielo e dal cui impatto si generò il Regno di Fuoco; Fiamma intende utilizzare i Giganti per riscaldare il nucleo, ma dietro alla faccenda del raffreddamento c'è proprio Gommarosa, che voleva una scusa per accedere alla stanza dei Giganti e disattivarli, dato che sono troppo pericolosi per il mondo esterno. Quando Fiamma lo scopre si arrabbia moltissimo e attacca Bonnie; dal combattimento che ne segue tutti i Giganti vengono distrutti, tranne uno. Dopo un po', stanche per la battaglia, le due propongono una tregua, così Gommarosa spiega le sue ragioni. Fiamma non è convinta e accusa la principessa di essere una cattiva persona, dato che la sta ancora spiando e pur di proteggere il suo regno non guarda in faccia a nessuno. Bonnie, dispiaciuta e pentita, lascia che Fiamma si tenga l'ultimo gigante e risolve il problema del raffreddamento, riportando il Regno di Fuoco alla normalità. Infine Gommarosa dimostra a Phoebe (vero nome di Fiamma) di non essere una cattiva persona, spegnendo il suo sistema di sorveglianza speciale grazie al quale controllava, quindi spiava, tutte le creature di Ooo.

## Pigiama party
Durante un pigiama party al Castello di Dolcelandia, Finn e Gommarosa rimangono apparentemente intrappolati all'interno di un armadio, ma in realtà riescono a uscire grazie a un passaggio segreto. Mentre la principessa e l'avventuriero si divertono per il palazzo, i Dolcibotti provano in tutti i modi ad aprire l'armadio e dopo un po', considerandoli morti, combattono per decidere chi sarà il nuovo re. Alla fine Gommarosa e Finn tornano e riportano tutto alla normalità.

## Soccorro Semperverde
Questo episodio è ambientato in un passato molto remoto, al tempo dei dinosauri.
L'Elementale del Ghiaccio, Soccorro Semperverde, e il suo assistente Gunter, un cucciolo di dinosauro parlante, cercano di costruire una magica corona (la stessa usata nel presente da Re Ghiaccio) in grado di garantire qualsiasi desiderio, in modo da fermare una gigantesca cometa distruttrice diretta verso la Terra. Dopo aver recuperato la fonte di energia (gli occhi di rubino di Maggobuddu) e aver realizzato la corona, i due vengono attaccati da una strana creatura e Semperverde rimane schiacciato da alcune macerie, quindi tocca al suo giovane assistente usare la corona per salvare il mondo. Il più grande desiderio di Gunter però non è fermare la cometa, ma essere simile al suo maestro, quindi il piccolo dinosauro acquisisce la magia del ghiaccio e l'aspetto fisico di Semperverde (naso lungo e adunco, pelle azzurra e folta barba bianca), diventando così il primo Re Ghiaccio, mentre la cometa devasta il pianeta.
Tutto si rivela essere una visione del Re Ghiaccio del presente, che si sveglia da una notte di sonno. L'episodio termina con la rivelazione che una cometa, simile a quella di milioni di anni prima, si sta dirigendo verso la terra di Ooo.

## Piano astrale
Durante una notte in campeggio nella foresta, lo spirito di Finn, a seguito di una riflessione, si stacca dal corpo e inizia a volteggiare per Ooo. Mentre vaga osserva varie persone e situazioni: la casa di una volpe solitaria; la lotta fra Principessa Gonfiabile e un istrice selvatico; una festa nel Regno delle Nuvole alla quale è presente anche Re Ghiaccio; Marceline che fluttua e canta. Poi l'avventuriero inizia a volare sempre più su nel cielo e incontra dei Lardi Spaziali, che lo portano nello spazio. Finn giunge così su Marte, che è minacciato dall'arrivo della cometa (già vista negli episodi precedenti) che dovrebbe colpire la Terra e portare rovina e distruzione, ma che stranamente si sta dirigendo verso il pianeta rosso. Qui l'avventuriero ha una discussione con Grob Gob Glob Grod, poco prima che la potente divinità si lanci contro la cometa e si sacrifichi per salvare Marte. L'impatto del dio contro la stella riporta la sua traiettoria verso il percorso naturale, ovvero verso la Terra. Si scopre però che la "cometa" altro non è che un'astronave che ha perso il controllo, guidata da Martin Martens, padre di Finn.

## Le stelline d'oro
È il primo giorno di scuola per Piccolo P, il grosso bambino in cui si è trasformato il Lich (nell'episodio "Escape from the Citadel") e ora figlio adottato di Melaverde e Signor Maiale. Arrivato a scuola dei bulletti lo prendono in giro per la sua stazza e il bambino si mette a piangere. Arrivano a consolarlo il losco Re di Ooo e il suo avvocato Toronto, che gli propongono anche di lasciare la scuola e andare con loro per imparare la danza. Allora i due insegnano a Piccolo P un ballo con la pancia che fa morire tutti dal ridere, però intendono sfruttarlo, dato che mentre le persone sono distratte da Piccolo P, il Re di Ooo e Toronto rubano il loro oro e gioielli. Per tenere buono il bambino i truffatori gli regalano ogni volta una stellina d'oro. Una sera Piccolo P, all'insaputa dei genitori, va a casa del Re di Ooo e Toronto per conquistare un'ultima stella, ma origliando scopre il loro piano e anche che le stelline sono dipinte. Perciò scappa a casa sua, ma qui viene raggiunto dai malfattori, che per fare in modo che stia zitto e non riveli nulla lo prendono in giro. Ma le provocazioni non fanno altro che risvegliare il Lich, sopito dentro al bambino, che causa al Re di Ooo e a Toronto delle visioni demoniache. Qualche minuto dopo Piccolo P riprende il controllo del suo corpo e vede i due ladri scappare spaventati da ciò che hanno visto. Piccolo P infine si convince di aver fatto solo un brutto sogno e d'ora in poi, istruito da quest'esperienza, decide di lasciar perdere gli scherzi dei bulli.

## Lo spirito dell'albero
Finn fa uno strano sogno, nel quale insegue la famosa cometa (in realtà l'astronave di suo padre Martin) prima che questa si schianti. Quando si sveglia, scopre di aver veramente camminato nel sonno e si ritrova nel luogo dell'impatto. L'astronave si è schiantata vicino a un villaggio di piccoli esserini agricoltori e Martin finge di essere una divinità per comandare le creaturine. Finn incontra finalmente suo padre, che gli spiega che sta sfruttando i contadini per portargli i pezzi dell'astronave distrutta e in questo modo costruire una nuova navicella. Finn non è molto d'accordo ma non interviene, così una volta ottenuti tutti i pezzi Martin organizza una festa. Durante il party Finn chiede a suo padre come lui sia nato e chi sia sua madre, ma la storia di Martin è confusa e priva di molti dettagli. La mattina dopo, al risveglio, Finn scopre che l'astronave di suo padre sta per esplodere e colpire il villaggio dei contadini perciò, mentre Martin, disinteressato, ritorna nello spazio con la sua nuova navicella, l'avventuriero cerca di evitare l'esplosione. Fortunatamente ci riesce e salva così i piccoli agricoltori.

## La montagna
Finn segue il Conte Limoncello all'interno della misteriosa Montagna di Matteo. Al suo interno i due vivranno esperienze oniriche e surreali che li porteranno a una riflessione su loro stessi.

## La superbibita
Finn, Jake, BMO e Marceline sono davanti a un distributore di bibite e aspettano il rifornimento mensile di Super Porp, una bibita buonissima simile al succo d'uva. Nel frattempo, anche nella città sotterranea degli Uma-Pesci arriva il rifornimento, ma Marisol la Forzuta non è convinta che la bibita faccia bene. I suoi sospetti trovano conferma quando uno dei droni che hanno portato le lattine rapisce un bebè. Perciò Marisol e due sue amiche seguono i robot fino alla fabbrica che produce la Super Porp, al fine di recuperare il bambino. Dopo aver superato vari impiegati e guardiani arrivano nell'ufficio del direttore, una donna di nome Cheryl. Marisol sconfigge Cheryl e poi, fingendosi lei, ordina agli operai di distruggere la fabbrica, decretando la fine della Super Porp. Un mese dopo, Jake attende ancora il rifornimento della bibita, che arriva comunque, ma al momento di assaggiare la bevanda il cane scopre che non è più buona, anzi è diventata disgustosa.

## Cercasi Betsy disperatamente
Jake e suo figlio TV trovano sotto a un ponte un vecchio diario, che apparteneva a una ragazza le cui iniziali erano BP. I due cani si appassionano alle vicende narrate nel diario, che racconta della vita scolastica dell'adolescente e del suo amore per un ragazzo di nome Justin, perciò decidono di scoprire l'identità della misteriosa proprietaria. Dopo essersi messi nei panni della ragazza e aver seguito vari indizi per Dolcelandia, Jake e TV scoprono che il diario apparteneva a Betsy Pastafrolla, ora diventata infermiera dal piglio forte e deciso.

## Giù per il buco
Mentre stanno camminando nella foresta, Finn e Jake cadono in due profondi buchi separati. L'avventuriero si risveglia sottoterra nel Regno Grosso Grosso, dove tutto è enorme e comanda un gigantesco re che si fa portare continuamente cibo dai suoi piccoli servitori. Il sovrano convince Finn a restare, per non perdersi lo spettacolo del suo orologio, che suona ogni ora. Invece Jake è finito su una piattaforma di legno con quattro paracadute, la quale, seppur lentamente, continua a precipitare verso il sottosuolo. Sulla piattaforma incontra l'orsetto Sette, che un giorno cadde nel buco con il suo carretto (da cui ha ricavato il suo velivolo di fortuna) e da allora sta precipitando, passando il tempo giocando a solitario e nutrendosi solo di noci che ogni tanto cadono nel buco. I due così fanno conoscenza e diventano amici. Nel frattempo Finn, dopo aver osservato l'orologio, è annoiato perciò vuole andarsene ma il re non è d'accordo e, davanti alle resistenze del ragazzo, lo fa addirittura imprigionare dai suoi servitori. Dopo un po' l'avventuriero si libera con un astuto piano e decide di distruggere l'orologio per fare uno sgarbo al sovrano che lo ha costretto con la forza a restare. Finn riesce a far cadere il prezioso oggetto e l'impatto fa rovesciare alcune grosse pentole piene d'acqua, che spengono i fornelli. Si scopre però che era l'aria emessa da quel fuoco a tenere su i paracadute della piattaforma di Sette e Jake, che quindi precipitano dalla ventola sopra ai fornelli nel Regno Grosso Grosso. Grazie al cane e all'orsetto, Finn sconfigge il re e finalmente i tre possono tornare in superficie.

## Amici per sempre
Re Ghiaccio si stufa dei disastri che combinano sempre i suoi pinguini così, dopo averli rinchiusi, trova alla porta Dante Vita Magus (stregone apparso anche in due episodi della quinta stagione). Lo stregone chiede a Re Ghiaccio di diventare suo amico ma quest'ultimo lo sfrutta per animare gli oggetti di casa, congelandogli il corpo tranne la testa e le mani per animare gli oggetti. Re Ghiaccio crede di aver trovato degli amici ma loro si dimostrano intellettuali e Simon cerca di capire i loro interessi leggendo dei libri ma si stufa subito, allora prova a fare bella figura con loro ma scopre di essere noioso ai loro occhi.
Stufo, dice loro che non sono meglio di lui, allora gli oggetti gli fanno notare le sue ridicole abitudini prendendolo in giro fino a farlo rattristire, facendogli credere di essere solo un vecchio imbranato. La lampada dispiaciuta prova a consolarlo invitandolo come loro ascoltatore, ma Re ghiaccio arrabbiato fa notare agli oggetti quanto sia rimasto deluso da loro e prova a cacciarli di casa, ma loro restano dove sono (il tamburo gli ricorda che stanno nel castello da quando è arrivato anche Simon quindi hanno diritto quanto lui di rimanere) poi, approfittando che sono la maggioranza provano loro a cacciare Simon di casa, facendolo arrabbiare ancora di più e così lui prova a congelarli, ma la corona gli viene rubata dalla chiave la quale la rinchiude nel cassetto. Gli oggetti iniziano ad aggredire Simon con i pannolini che ha continuamente, finché quest'ultimo non si difende rompendo il cassetto e riprendendosi la corona, riprendendosi i suoi poteri e congelando tutti gli oggetti.
Re Ghiaccio butta via dalla finestra tutti gli oggetti, ancora congelati, poi rimane con Dante Vita Magus a guardare il tramonto confessandogli che non sarà il suo migliore amico, ma che gli piace di più il libro vivente dato che è stupido e lo stregone accetta.

## Il terzo fratello
Finn e Jake vanno a far visita al fratello Jermaine, che rimane sempre barricato in casa per proteggere i trofei del loro padre Joshua. Nel frattempo fuori di casa dei demoni che non possono entrare continuano a minacciare Jermaine affinché gli restituisca le loro cose. Quando per sbaglio Finn e Jake fanno entrare un demone, nonostante riescano a sconfiggerlo, Jermaine si arrabbia, perché sono anni che è bloccato in quella casa, mentre i suoi fratelli sono liberi di fare quello che vogliono. Così inizia ad attaccare Jake e durante lo scontro l'edificio prende fuoco. Ma Finn e Jake riescono a calmare Jermaine e insieme decidono di lasciar bruciare la casa e i trofei, in modo da scacciare i demoni e lasciarsi il passato alle spalle, non avendo più il fardello di fare da guardia agli oggetti del padre.

## Patatine e Gelato
Jake, a causa di una maledizione lanciatagli da un orsetto invitato a cena, sviluppa due protuberanze sulla testa nelle quali vivono due spiritelli, Patatine e Gelato, che comunicano solamente pronunciando i loro nomi (Patatine dice sempre "Patatine", Gelato dice sempre "Gelato"). I due spiriti parlano sempre e sono rumorosi ma Jake riesce a conviverci. Però l'orsetto, precedente proprietario/ospite dei fantasmini, li rivuole indietro perché gli mancano e tenta di invertire l'incantesimo. Durante il trasferimento però BMO, che ha decifrato il linguaggio degli spiriti, li interrompe e così facendo li libera, perché è quello che hanno sempre voluto. L'orsetto a malincuore accetta la perdita di Patatine e Gelato e lascia che se ne vadano.

## Mille e più anni dopo
In questo episodio Cuber, che si scopre vivere 1000 anni dopo il tempo di Finn e Jake, ci racconta altre storielle mentre tenta di scappare da alcune creature, alle quali ha per sbaglio rovinato un matrimonio.

## Tutto per amore
Questo episodio è incentrato sul Gufo Cosmico, la mistica divinità che compare nei sogni premonitori che vede un'attraente uccellina nel sogno di Finn e inizia a sottrarsi ai suoi doveri. Procede a fare tutto ciò che è in suo potere per parlarle e scoprire chi è. Alla fine, i due si incontrano e il Gufo Cosmico invita inconsapevolmente l'uccellina nel sogno di Gommarosa. In questo sogno, l'uccellina si trasforma improvvisamente in un demone mortale, segnando il destino della principessa e Dolcelandia (a causa della natura profetica dei sogni con il Gufo Cosmico, questo potrebbe accadere nel mondo reale). Successivamente viene rivelato che l'uccellina era la manifestazione del sogno di Gunter.

## Acquapark
Finn e Jake visitano l'Acquapark dove Gommarosa dà lezioni di nuoto e fanno uno scherzo a Re Ghiaccio.

## Il triciclo a due ruote
Quando Grob Gob Glob Grod morì (nell'episodio "Piano astrale") il suo elmo con quattro facce iniziò a precipitare verso la Terra. Finn e Jake seguono la traiettoria dell'oggetto ma nel luogo dello schianto vedono Betty, che raccoglie l'elmo e lo porta a casa dell'Omino Magico. I due avventurieri raggiungono l'abitazione ma vengono intrappolati dal mago, che li trasforma in un uovo e in una ciotola di zuppa. Betty e l'Omino Magico iniziano a fare degli esperimenti sull'elmo, usandolo come fonte di energia per un'incubatrice nella quale entrano. Nell'incubatrice i due inalano dei gas che fanno rivivere loro il momento in cui l'Omino tentò di creare un sistema difensivo per Marte, somigliante alla moglie morta Margles, tentativo fallito a seguito del quale l'Omino impazzì e fu poi esiliato sulla Terra. Nel frattempo Finn e Jake, con l'aiuto della piccola manticora, riescono a rianimarsi e rompono l'incubatrice, interrompendo l'esperimento. Ma qualcosa va storto e il mago si risveglia senza poteri, mentre Betty ha acquisito la magia, ma anche la pazzia, dell'ex Omino Magico (ora diventato Omino Normale).

## Tata bitorzola
Melaverde e Signor Maiale chiamano PSB per fare da babysitter a Piccolo P. La principessa però non bada al bambino, invece razzia le provviste e, in una lotta con un procione selvatico, mette a soqquadro la casa. A un certo punto PSB si accorge che Piccolo P se n'è andato in cerca d'affetto, perciò raggiunge Dolcelandia per trovarlo. Arrivata nella città, trova il bambino in prigione e lo porta a casa, facendolo addormentare. Quando Melaverde e Signor Maiale tornano trovano il bambino addormentato ma cacciano via lo stesso PSB, dato che ha distrutto l'abitazione. L'episodio si conclude con Piccolo P che racconta ai suoi genitori di aver sognato che una cometa, la vera cometa distruttrice, si sta avvicinando alla Terra.

## Il passato di Gunter
I pinguini di Re Ghiaccio, guidati da Gunter, addormentano il padrone con una torta soporifera. Immediatamente gli animaletti prendono il controllo del Castello di Ghiaccio e organizzano una festa. Durante il party Gunter viene colpito da un tricheco e sbatte la testa perdendo i sensi. Da una ferita sul suo cranio spunta così uno strano cervello verde e Gunter, apparentemente ipnotizzato, inizia a intagliare delle sagome di legno di diverse forme. Grazie alle statue il pinguino riesce a inviare un segnale a un lontano pianeta alieno. Le creature di quel pianeta sono agitate e sostengono di aver appena ricevuto un messaggio da Orgalorg, un antico gigante cosmico divoratore di mondi, che molti millenni prima tentò di intercettare e assorbire una Cometa Catalizzatrice, ma fu sconfitto e scagliato verso la Terra da Grob Gob Glob Grod. L'enorme alieno dimenticò la sua identità e fu compresso dalla gravità del pianeta in un animale assai più piccolo e innocuo, ovvero Gunter. Dentro di lui quindi vive ancora Orgalorg, ma il pinguino riprende il controllo del suo corpo e distrugge le sagome di legno, interrompendo il contatto con il pianeta alieno. Re Ghiaccio nel frattempo si sveglia ignaro di tutto ciò che è successo e, vedendo Gunter ferito, spinge il cervello verde di nuovo all'interno del suo cranio e lo benda. Infine scopriamo che il pinguino ha vissuto sulla Terra moltissimi milioni di anni ed è presente sul pianeta da prima dell'Uomo.

## In fuga
Questo episodio narra delle avventure su un pianeta alieno di Martin Martens, che si allea con uno strano koala spaziale (leader della fazione dei Ribelli) per sfuggire alle guardie reali, salvo poi abbandonarlo e scappare nello spazio a bordo di una falena gigante, portando con sé l'oro del castello.

## Re principessa
A Dolcelandia si tengono le elezioni per il nuovo/a re o regina, ma Gommarosa è più interessata alla cometa rossa  (la Cometa Catalizzatrice) che si sta avvicinando pericolosamente alla Terra che alla sua campagna elettorale. Nel frattempo il Re di Ooo, Toronto e un misterioso individuo discreditano Gommarosa allo scopo di vincere le elezioni; sentendo tutte le bugie lei protesta ma inutilmente, così eleggono il Re di Ooo "Re Principessa" di Dolcelandia, Maggiormenta e Gommarosa scappano mentre Dolcelandia si fa sempre più rossa per la cometa. Accorgendosi dell'asteroide Finn e Jake vanno a Dolcelandia e scoprono che hanno cambiato sovrano, poi scoprono che qualcuno sta rubando l'astronave di Gommarosa, così vanno nel sotterranei dove la principessa teneva l'astronave e scoprono che il ladro è il misterioso aiutante del Re di Ooo, il quale si toglie una veste e rivela di essere Gunter con un grande cervello verde che gli esce dal cranio. Nel frattempo Gommarosa arriva nella vecchia casa abbandonata dove da piccola trascorreva le vacanze ma, quando va a prendere una boccata d'aria vede la sua navicella che parte con Orgalorg ma Finn e Jake riescono ad attaccarsi grazie alle braccia allungabili di Jake.

## La cometa
Dopo essere usciti dall'atmosfera terrestre, Orgalorg riassume il suo vero aspetto e rivela che vuole assorbire la Cometa Catalizzatrice per diventare più potente. Finn e Jake tentano di fermarlo ma finiscono per essere divisi. Mentre galleggia nello spazio Finn incontra suo padre a bordo della falena gigante (Del episodio "in fuga"). Dopo una breve discussione riescono a raggiungere Orgalorg che nel frattempo ha inglobato la cometa e ha iniziato ad assorbirne il potere. Finn entra all'interno della creatura e grazie alla Spada Erba, rimasta ancora nel suo corpo, riesce a tirare fuori di lí la cometa, che si rivela un essere senziente e gli offre di viaggiare con lei fino alla deriva dell'universo. Finn rifiuta l'offerta ma Martin, interessato, accetta e, dopo aver salutato il figlio, sparisce insieme alla cometa. In seguito Finn viene ritrovato da Jake e vengono riportati sulla Terra dall'Uomo Banana. Orgalorg, indebolito dalla Spada Erba, afferra la navicella e torna pure lui sulla Terra ma, a causa della forza gravitazionale, riassume le sue sembianze da pinguino.